# Прапор Бусовиська
Прапор Бусовиська — один з офіційних символів села Бусовисько, Старосамбірського району Львівської області.

## Історія
Прапор затвердила VIII сесія  Верхньолужоцької сільської ради 3-го (ХХІІІ) скликання рішенням  від 28 березня 2000 року.
Автор — Андрій Гречило.

## Опис
Квадратне полотнище, розділене посередині ялиноподібним січенням горизонтально і рівним січенням вертикально на чотири поля, верхнє від древка (в якому жовта єпископська митра на покладених навхрест жовтих жезлі та хресті) та нижнє з вільного краю зелені, а два інші — жовті.

## Зміст
Прапор побудований на основі символіки герба поселення. Митра, жезл і хрест були на громадській печатці ХІХ ст. і вказували на приналежність частини села до церковної власності. Зелений колір і січення означають щедрі ліси, а жовтий колір — сільське господарство.
Квадратна форма полотнища відповідає усталеним вимогам для муніципальних прапорів (прапорів міст, селищ і сіл).